# Себека (Міннесота)
Себека (англ. Sebeka) — місто (англ. city) в США, в окрузі Водена штату Міннесота. Населення — 741 особа (2020).

## Географія
Себека розташована за координатами 46°37′45″ пн. ш. 95°5′16″ зх. д. / 46.62917° пн. ш. 95.08778° зх. д. (46.629049, -95.087810).  За даними Бюро перепису населення США в 2010 році місто мало площу 6,41 км², уся площа — суходіл.

## Демографія
Згідно з переписом 2010 року, у місті мешкало 711 особа в 321 домогосподарстві у складі 182 родин. Густота населення становила 111 особа/км².  Було 364 помешкання (57/км²).
Расовий склад населення:
| - 97,9 % — білих - 0,4 % — чорних або афроамериканців - 0,1 % — корінних американців |

До двох чи більше рас належало 1,5 %. Частка іспаномовних становила 0,8 % від усіх жителів.
За віковим діапазоном населення розподілялося таким чином: 26,2 % — особи молодші 18 років, 53,1 % — особи у віці 18—64 років, 20,7 % — особи у віці 65 років та старші. Медіана віку мешканця становила 38,3 року. На 100 осіб жіночої статі у місті припадало 91,6 чоловіків;  на 100 жінок у віці від 18 років та старших — 88,2 чоловіків також старших 18 років.
Середній дохід на одне домашнє господарство  становив 42 090 доларів США (медіана — 35 893), а середній дохід на одну сім'ю — 52 025 доларів (медіана — 49 219). Медіана доходів становила 50 000 доларів для чоловіків та 30 313 долари для жінок. За межею бідності перебувало 18,0 % осіб, у тому числі 16,8 % дітей у віці до 18 років та 17,3 % осіб у віці 65 років та старших.
Цивільне працевлаштоване населення становило 273 особи. Основні галузі зайнятості: освіта, охорона здоров'я та соціальна допомога — 32,2 %, роздрібна торгівля — 12,8 %, виробництво — 10,3 %, мистецтво, розваги та відпочинок — 8,8 %.